# Jerónimo de Orozco
Jerónimo de Orozco (c. 1520, Sevilla, Reino de Castilla - 1580, Guadalajara, Reino de la Nueva Galicia), fue un letrado, militar y alto funcionario de la Corona de Castilla durante el reinado de Felipe II. Ejerció los cargos de gobernador y capitán general del Reino de la Nueva Galicia junto al de presidente de la Real Audiencia de Guadalajara, tras distinguirse como uno de los cuatro oidores-gobernadores que rigieron la Nueva España en la viceregencia instaurada a la muerte del virrey Luis de Velasco el Mayor  hasta la llegada de su sucesor el virrey marqués de Falces dos años más tarde. Durante ese interregnum la Audiencia Gobernadora ejecutó la expedición Legazpi-Urdaneta diseñada por Velasco, la conquista de las Filipinas y el establecimiento de la primera ruta transpacífica de la historia (el Galeón de Manila). Como gobernador del Reino de la Nueva Galicia obtuvo la independencia de la Real Audiencia de Guadalajara de la Real Audiencia de México, consiguiendo la autonomía absoluta del reino neogallego, único caso en el virreinato de la Nueva España. 

## Origen
Nació en Sevilla en torno a 1520, hijo de Jerónimo de Orozco e Inés de Luna. Su hermano, Juan Bautista de Orozco, fue también gobernador del Reino de la Nueva Vizcaya y oidor de la Real Audiencia de México (también recordado por la fundación de la ciudad de León en 1576). 

## Carrera académica, política y militar
Inició su formación en la Universidad de Salamanca donde obtuvo la licenciatura en cánones.
Se cree que pudo haber participado en la conquista del Reino de la Nueva Galicia bajo el mando de Nuño Beltrán de Guzmán.
El 29 de diciembre de 1557 el rey Felipe II le expidió una Real cédula otorgándole el cargo de oidor de la Real Audiencia de México.

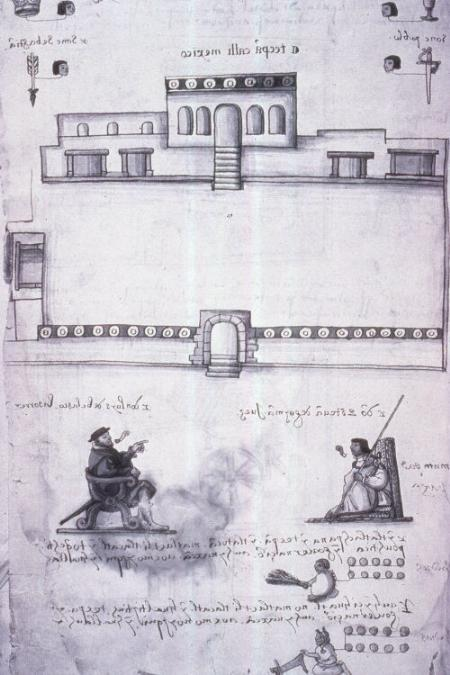
El Codex Osuna documenta el gobierno de los oidores Ceinos, Orozco, Villanueva y Puga tras la muerte del virrey Velasco

En diciembre de 1559 recibió la orla de doctor en cánones por la Real y Pontificia Universidad de México.
En 1559 fue registrada su ausencia de la Real Audiencia por enfermedad.
En 1561 votó en contra de la iniciativa del rey Felipe II que pedía la reducción del almojarifazgo transatlántico por creerla perjudicial a la economía de los "naturales".

## Viceregencia de la Nueva España y expedición Legazpi-Urdaneta
Tras la muerte en el cargo del virrey don Luis de Velasco "el Mayor" en julio de 1564, fue uno de los cuatro oidores de la Real Audiencia de México a los que el rey Felipe II encomendó la representación de la autoridad real en el virreinato de la Nueva España, formando la Primera Audiencia Gobernadora de la Nueva España, durante el periodo de poco más de dos años comprendidos entre la muerte del virrey Velasco hasta la muy postergada llegada del virrey marqués de Falces en octubre de 1566. 

La Audiencia Gobernadora estuvo presidida por el oidor Francisco de Ceinos, entonces presidente de la Real Audiencia de México, así como por los oidores Vasco de Puga, Pedro de Villanueva y el propio Jerónimo de Orozco.

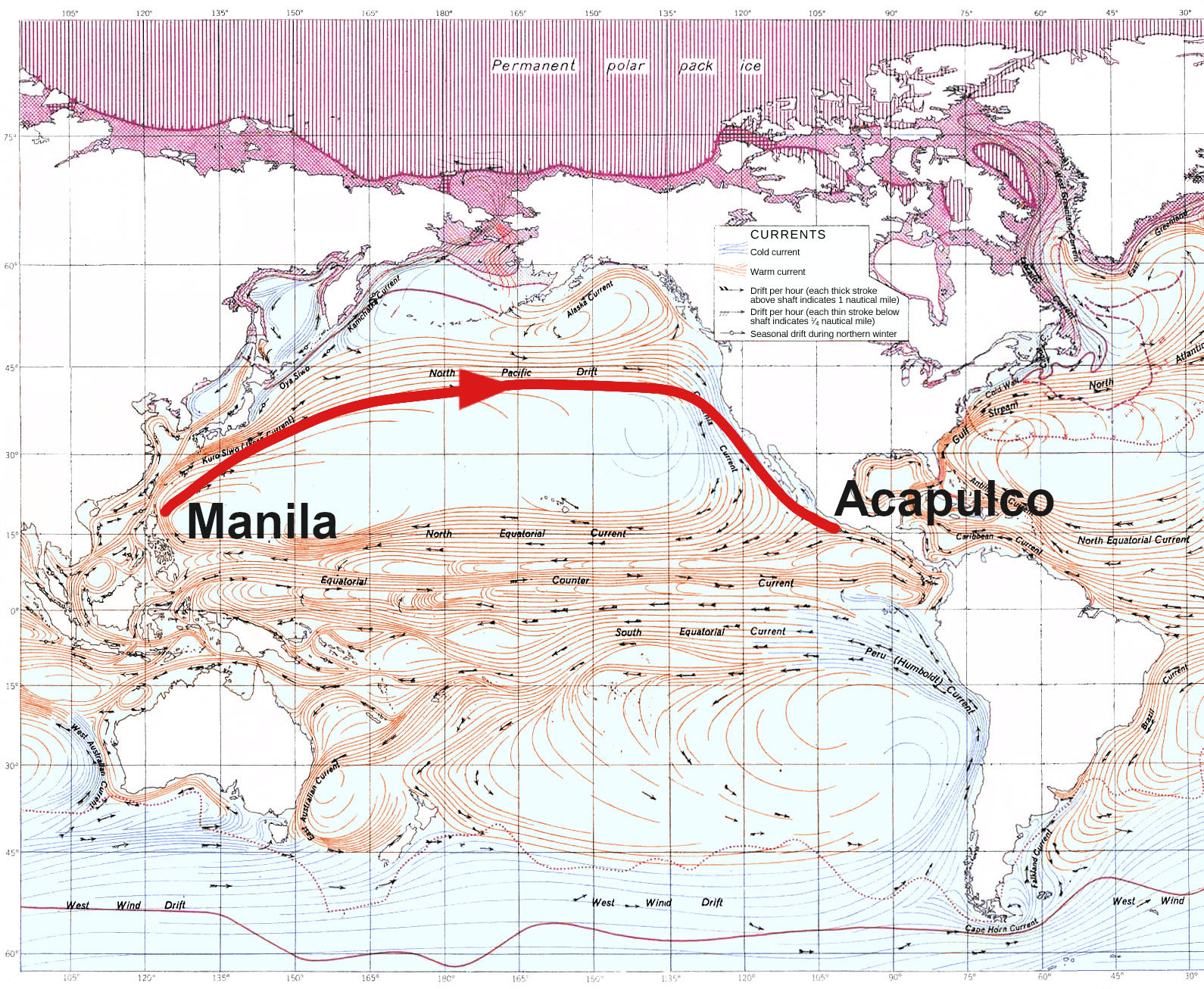
Ilustración del "tornaviaje" descubierto por fray Andrés de Urdaneta durante la Expedición Legazpi-Urdaneta

Territorio del Reino de la Nueva Galicia en 1548

Uno de los logros más reconocidos de la Audiencia Gobernadora fue la puesta en marcha de la expedición de Legazpi-Urdaneta a las Islas Filipinas que llevaba planeada desde el virreinato de Velasco, pero que parecía truncada por su inoportuna muerte. El éxito de la expedición y la identificación de las corrientes que permitieron el llamado tornaviaje, permitieron no solo la conquista de las islas sino el establecimiento de la primera ruta marítima comercial transpacífica de la historia, encarnada en el afamado Galeón de Manila, también llamado Nao de China o Galeón de Acapulco. 

## Gobierno y Capitanía General del Reino de la Nueva Galicia
La visita y posterior sentencia del licenciado Jerónimo de Valderrama ante el Consejo de Indias en 1571 recomendó la dispersión de los oidores gobernadores de México a distintos destinos. A su vez, las audiencias indianas implementarían importantes reformas (Ordenanzas de Monzón) que requerían letrados experimentados.
Primeramente, Orozco fue nombrado visitador de la provincia de los Zacatecas. Hasta que el rey Felipe II firmó desde Aranjuez su nombramiento como presidente de la Real Audiencia de Guadalajara por Real cédula del 30 de abril de 1572.
El 15 de diciembre de 1574, por el nombramiento previo del mismo rey, tomó posesión como gobernador y capitán general del Reino de la Nueva Galicia, a la vez de permanecer como presidente de su Real Audiencia en Guadalajara. Desde su sede neogallega, fue el encargado de poner en marcha las reformas ordenadas por Juan de Ovando, presidente del Consejo de Indias, dirigidas a limitar el poder de los conquistadores y encomenderos.
En abril de 1573 recibió órdenes del virrey Enríquez de pactar nuevas fundaciones con pobladores de Guadalajara al norte de la Gran Chichimeca, adelantándose a las Ordenanzas de Poblamiento promulgadas por Felipe II en Segovia en julio de 1573. Recomendó también al rey que la frontera chichimeca se gobernara desde Guadalajara y no desde la Ciudad de México, imponiendo en su sede un tribunal superior como el de México, consiguiendo así liberar a la Real Audiencia de Guadalajara de la subordinación que tenía a la de México (a diferencia de las de Manila, Guatemala y Santo Domingo, que continuaron subordinadas).
Confirmó, entre otras, la fundación de la Villa de la Asunción de Aguas Calientes y el establecimiento de su alcaldía mayor, con el objetivo de combatir el avance de los pueblos chichimecas.

## Muerte
En 1580 fue nombrado presidente de la Real Audiencia de Quito, cargo que nunca llegó a aceptar, falleciendo en diciembre de ese mismo año en la guerra contra los chichimecas, luchando contra los pueblos guaymas.

## Matrimonio y descendencia
Casó con Beatriz Tello de Sandoval, sobrina de Francisco Tello de Sandoval, presidente del Supremo Consejo de Indias. Fueron padres de al menos:
- Tomasina Tello de Orozco, casada con su primo Francisco Tello de Guzmán y Castilla, gobernador y capitán general de las Islas Filipinas, alférez mayor de Sevilla, tesorero de la Casa de Contratación de Indias y caballero de la Orden de Santiago, viudo de Juana de Medina,[4] hijo de Juan Tello de Guzmán, corregidor de Toledo, alférez mayor de Sevilla, tesorero de la Casa de la Contratación de Indias y caballero de la Orden de Santiago, y de Leonor de Castilla (hija de Pedro Suárez de Castilla, gobernador de Gran Canaria y tesorero de la Casa de la Contratación de Indias).[5] Sin descendencia.
- Francisco Tello de Orozco[3] (1558), casado con Ana de Velasco y Carvajal, hija del cacereño Rodrigo de Carvajal y Ulloa, uno de los primeros pobladores del Reino de la Nueva Galicia[6] (nieto de Sancho de Paredes Golfín, señor de Torre Arias, contino de los Reyes Católicos,[7][8] y bisnieto de Alonso de Monroy, 36º maestre de la Orden de Calatrava[9]), y de Francisca de Velasco y Figueroa (hija de Francisco de Figueroa, corregidor y alcalde ordinario de Guadalajara,[10] y de la sevillana Mariana de Velasco, hermana de Baltasar Temiño de Velasco, teniente de gobernador y capitán general del Reino de la Nueva Galicia, fundador de Zacatecas). Con descendencia.
- Jerónimo Tello de Orozco (1553), casado con Isabel del Castillo, hija del capitán Juan López de Baeza, conquistador de Michoacán, y de Isabel Pérez de Santaella (hija del capitán Francisco de Santaella, conquistador de México). Con descendencia.